# Чероки (окръг, Южна Каролина)
Вижте пояснителната страница за други значения на Чероки.
Окръг Чероки (на английски: Cherokee County) е окръг в щата Южна Каролина, Съединени американски щати. Площта му е 1028 km², а населението – 56 216 души (1 април 2020). Административен център е град Гафни.